# Malemort-sur-Corrèze
Pour les articles homonymes, voir Malemort (homonymie).
Malemort-sur-Corrèze est une ancienne commune du Sud-Ouest de la France, située dans le département de la Corrèze en région Nouvelle-Aquitaine, devenue le 1er janvier 2016 une commune déléguée au sein de la commune nouvelle de Malemort qui se place au quatrième rang des communes les plus peuplées du département, après Brive-la-Gaillarde, Tulle et Ussel.

## Géographie
La commune, limitrophe de Brive-la-Gaillarde, est traversée par la Corrèze qui y reçoit deux de ses affluents, la Loyre en rive gauche et la Couze en rive droite.

### Communes limitrophes
Malemort-sur-Corrèze est limitrophe de sept autres communes.
| Ussac              | Sainte-Féréole       | Venarsal              |
| Brive-la-Gaillarde | Malemort-sur-Corrèze | Saint-Hilaire-Peyroux |
|                    | Cosnac               | Dampniat              |

## Histoire
Autour de l'an mil, la famille de Malemort fait construire le castrum de Montemart sur les hauteurs du village.
Le 21 avril 1177, lors de la révolte des seigneurs du Limousin face au duc d'Aquitaine Richard Cœur de Lion, le village est le théâtre de la bataille de Malemort, entre les mercenaires du duc et les Limousins. En 1180, le château de Malemort est pris par les Brabançons commandés par Mercadier.
Au XIVe siècle, le château de Bréniges est construit dans le bourg.

### Seigneurs de Malemort
- Jaubert de Malemort fut seigneur de Cornil.
- Eymery de Palisse fut seigneur de Malemort de 1340 à 1398.

## Politique et administration

### Administration municipale

#### Administration actuelle
| Période        | Période      | Identité        | Étiquette | Qualité                                                                 |
| -------------- | ------------ | --------------- | --------- | ----------------------------------------------------------------------- |
| 8 janvier 2016 | 25 août 2017 | Jean-Paul Avril | UDI       | Ancien médecin anesthésiste-réanimateur Maire de Malemort (2017 → 2020) |
| 30 août 2017   | 23 mai 2020  | Mathias Mazeron |           | Employé                                                                 |
| 23 mai 2020    | En cours     | Florence Duclos | DVD       | Assistante Conseillère départementale (2017 → 2021)                     |

#### Administration ancienne
| Période                                  | Période       | Identité                  | Étiquette      | Qualité                                                                                           |
| ---------------------------------------- | ------------- | ------------------------- | -------------- | ------------------------------------------------------------------------------------------------- |
| Les données manquantes sont à compléter. |               |                           |                |                                                                                                   |
| 1815                                     | 1830          | M. Guitard                |                |                                                                                                   |
| 1830                                     | 1848          | Jean Victor Labrousse     |                |                                                                                                   |
| 1848                                     | 1857          | Michel Vacher             |                |                                                                                                   |
| 1857                                     | 1863          | M. de Corn                |                |                                                                                                   |
| 1863                                     | 1865          | Ernest Langlade-Lapeyrie  |                | Négociant                                                                                         |
| 1865                                     | 1871          | Étienne Tournier          |                |                                                                                                   |
| 1871                                     | 1876          | Michel Vacher             |                |                                                                                                   |
| 1876                                     | 1889          | Élie Massénat (1832-1903) |                | Industriel Paléontologue, préhistorien Conseiller municipal de Brive (1860 → 1871 et 1892 → 1903) |
| 1889                                     | 1896          | Pierre Reyjal             |                |                                                                                                   |
| 1896                                     | mai 1904      | Paul Bordier              |                | Manufacturier                                                                                     |
| mai 1904                                 | décembre 1919 | Jean Bosredon             | Radical modéré | Forgeron                                                                                          |
| décembre 1919                            | mai 1929      | Hippolyte de Léobardy     |                |                                                                                                   |
| mai 1929                                 | 1930          | Eugène Fouchet            |                |                                                                                                   |
| 1930                                     | mai 1935      | Xantin Raynal             |                |                                                                                                   |
| mai 1935                                 | octobre 1944  | Jean Kantelip             |                |                                                                                                   |
| octobre 1944                             | mai 1945      | Georges Frechinos         |                |                                                                                                   |
| mai 1945                                 | 1959          | Jean Kantelip             |                |                                                                                                   |
| 1959                                     | août 1967     | Henri Laurier             |                |                                                                                                   |
| octobre 1967                             | juin 1995     | Raymond Faucher           |                |                                                                                                   |
| juin 1995                                | mars 2001     | Serge Marini              | UMP            | Directeur d'unité EDF                                                                             |
| mars 2001                                | mars 2008     | Robert Penalva            | PS             | Enseignant Conseiller général (1998 → 2015) Vice-président du conseil général                     |
| mars 2008                                | avril 2014    | Jean-Jacques Pouyadoux    | PS             | Retraité de la banque Vice-président de la CA de Brive (2008 → 2014)                              |
| avril 2014                               | décembre 2015 | Frédérique Meunier        | UDI            | Avocate Conseillère départementale (2015 → 2017) Conseillère régionale du Limousin (2010 → 2015)  |

### Politique environnementale
Dans son palmarès 2024, le Conseil national de villes et villages fleuris de France a attribué deux fleurs à la commune.

## Démographie
L'évolution du nombre d'habitants est connue à travers les recensements de la population effectués dans la commune depuis 1793. À partir du 1er janvier 2009, les populations légales des communes sont publiées annuellement dans le cadre d'un recensement qui repose désormais sur une collecte d'information annuelle, concernant successivement tous les territoires communaux au cours d'une période de cinq ans. 
Pour les communes de moins de 10 000 habitants, une enquête de recensement portant sur toute la population est réalisée tous les cinq ans, les populations légales des années intermédiaires étant quant à elles estimées par interpolation ou extrapolation. Pour la commune, le premier recensement exhaustif entrant dans le cadre du nouveau dispositif a été réalisé en 2004,.
En 2013, la commune comptait 7 522 habitants, en évolution de +2,83 % par rapport à 2008 (Corrèze : −0,61 %, France hors Mayotte : +2,49 %).
| 1793 | 1800 | 1806 | 1821  | 1831  | 1836  | 1841  | 1846  | 1851  |
| ---- | ---- | ---- | ----- | ----- | ----- | ----- | ----- | ----- |
| 756  | 928  | 902  | 1 029 | 1 068 | 1 179 | 1 157 | 1 248 | 1 248 |

| 1856  | 1861  | 1866  | 1872  | 1876  | 1881  | 1886  | 1891  | 1896  |
| ----- | ----- | ----- | ----- | ----- | ----- | ----- | ----- | ----- |
| 1 225 | 1 201 | 1 270 | 1 228 | 1 175 | 1 155 | 1 212 | 1 201 | 1 166 |

| 1901  | 1906  | 1911  | 1921  | 1926  | 1931  | 1936  | 1946  | 1954  |
| ----- | ----- | ----- | ----- | ----- | ----- | ----- | ----- | ----- |
| 1 195 | 1 190 | 1 217 | 1 099 | 1 117 | 1 099 | 1 120 | 1 255 | 1 518 |

| 1962  | 1968  | 1975  | 1982  | 1990  | 1999  | 2004  | 2009  | 2013  |
| ----- | ----- | ----- | ----- | ----- | ----- | ----- | ----- | ----- |
| 2 354 | 3 062 | 4 706 | 6 020 | 6 484 | 6 535 | 7 019 | 7 456 | 7 522 |

## Économie
Selon le site Internet de la mairie, Malemort compte plus de 370 entreprises et 3 100 emplois.

## Culture locale et patrimoine

### Lieux et monuments
- L'église Saint-Sanctin (ou Saint-Xantin) est classée au titre des monuments historiques le 4 avril 1905[7].
- Les bâtiments de l'ancien prieuré Saint-Xantin, appelés « ancien presbytère », sont classés au titre des monuments historiques le 1er février 1996[8].
- Une croix de chemin du XVIe siècle est inscrite au titre des monuments historiques le 12 mai 1927[9].
- Les vestiges de l'ancien castrum de Malemort, nommé domaine de Montemart, sont inscrits au titre des monuments historiques le 13 août 2012[10].
- Les deux tours subsistantes du château de Breniges sont inscrites au titre des monuments historiques le 16 août 1956[11].
- Le château de Puymaret est inscrit au titre des monuments historiques le 4 mai 2000[12].

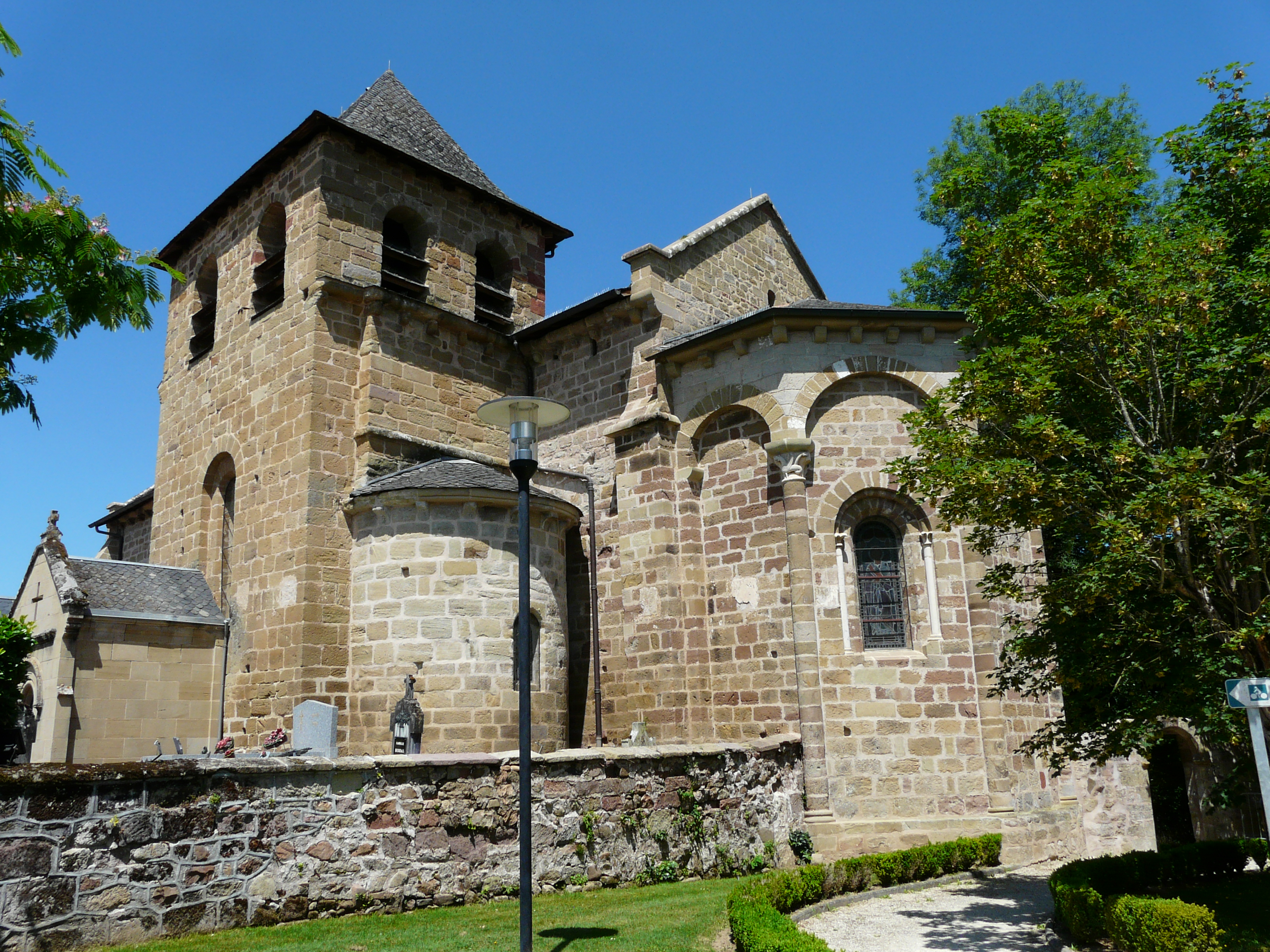
L'église Saint-Xantin.
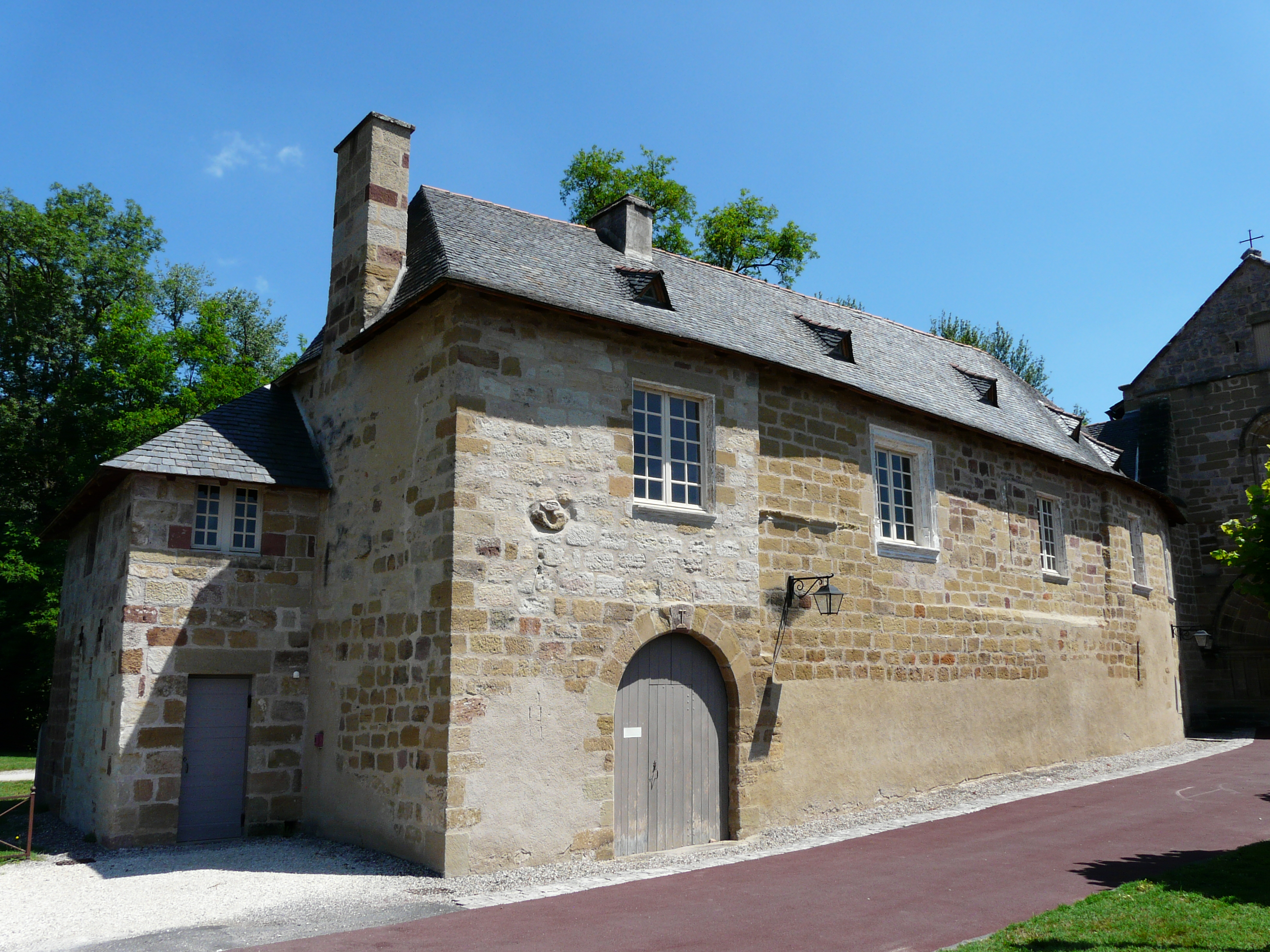
Le bâtiment oriental de l'ancien presbytère.
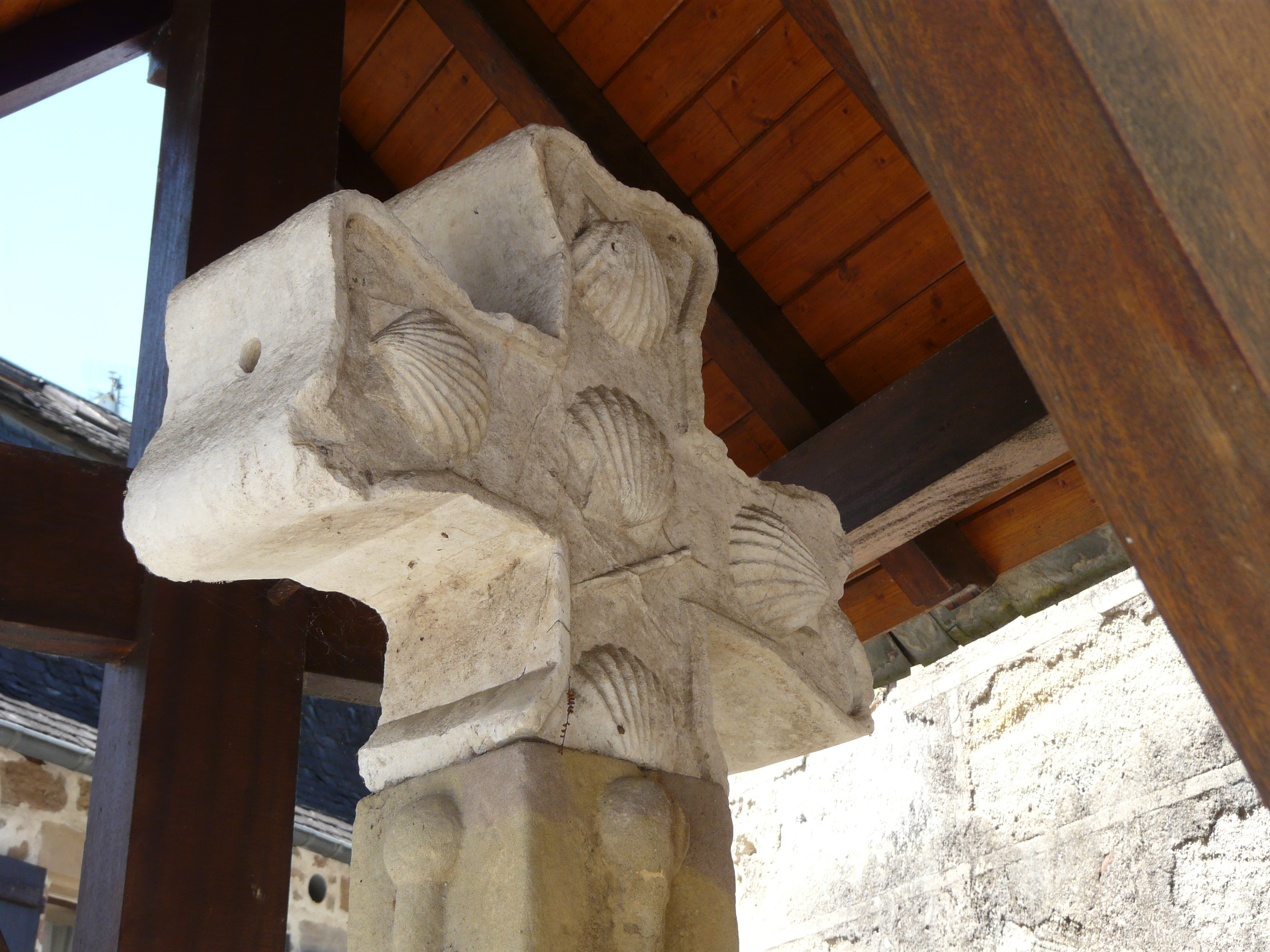
La croix de chemin du XVIe siècle.
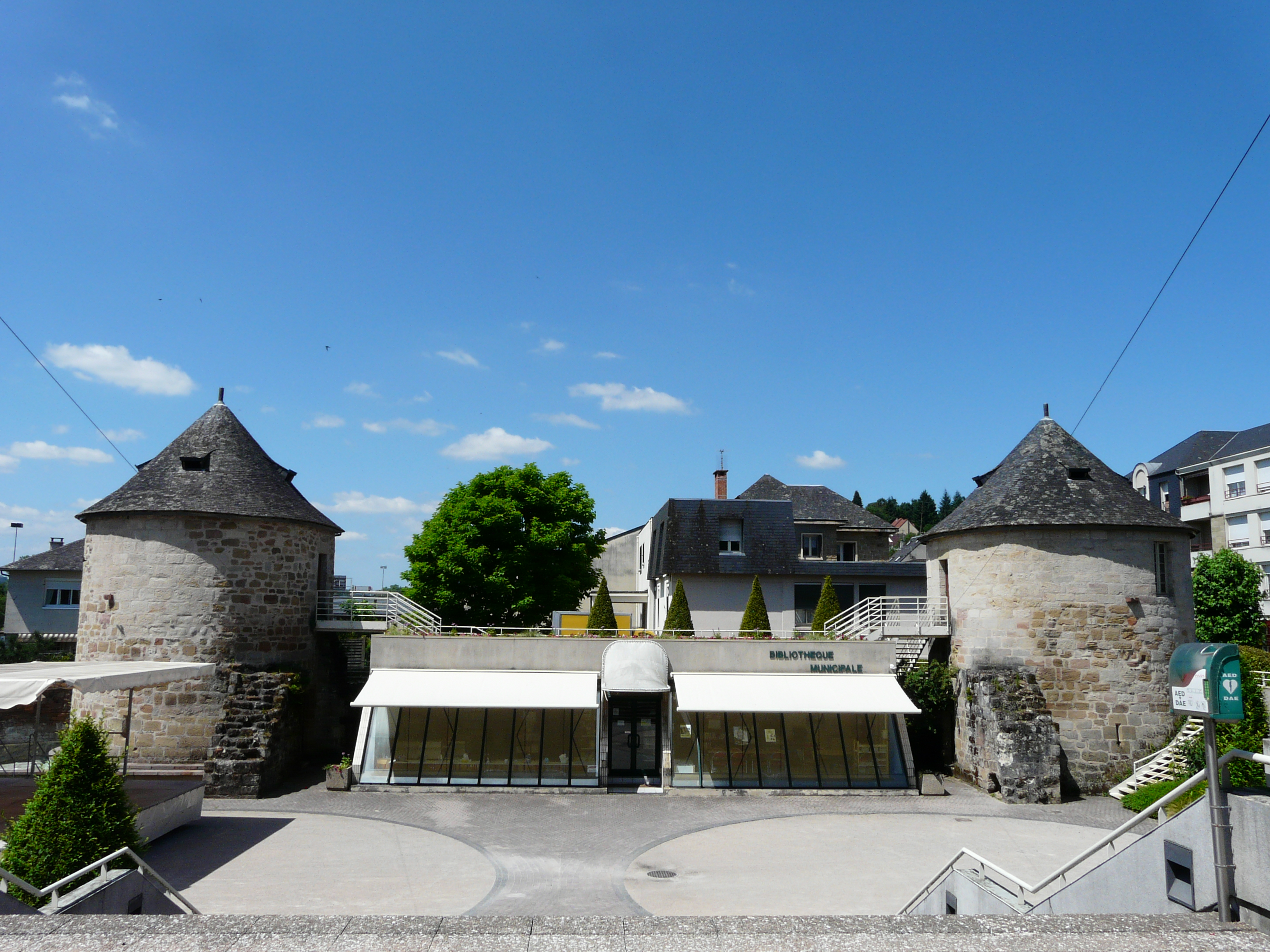
Les deux tours du château de Breniges.

### Héraldique
| Blason de Malemort-sur-Corrèze | Fascé d'argent et de gueules de six pièces, les fasces d'argent chargées de neuf quintefeuilles de gueules posées 4, 3 et 2. |

## Sports
Rugby à XV
- Entente vigilante Malemort Brive olympique, évoluant au stade Raymond-Faucher.